# Елън Бърстин
Елън Бърстин (на английски: Ellen Burstyn) е американска актриса, носителка на много престижни награди, между които и „Оскар“. Номинирана е за „Оскар“ 5 пъти. 

## Биография
Елън Бърстин е родена, като Една Рей Джилули на 7 декември 1932 г. в Детройт, Мичиган.  Тя е дъщеря на Корин Мари и Джон Остин Джилули, описва своя произход като „ирландски, френски, холандски от Пенсилвания, малко канадски индианец“.  Бърстин има по-голям брат Джак и по-малък брат Стив.  Родителите ѝ се развеждат, когато е малка, и тя и братята ѝ живеят с майка си и втория си баща. 
Бърстин посещава техническа гимназия Кас, подготвително училище за университет, което позволява на учениците да избират конкретна област на обучение. Тя завършва модна илюстрация.  В гимназията е мажоретка, член на ученическия съвет и президент на своя драматичен клуб. Напусна гимназията по време на последната си година, след като се проваля в часовете си.  Скоро след това работи като танцьорка под името Кери Флин, а след това като модел до 23-годишна възраст.  По-късно тя се премества в Далас, където продължава да моделира и работи в други модни работни места, преди да се премести в Ню Йорк.
От 1955 до 1956 г. Бърстин се появява като танцуващо момиче в „Шоуто на Джаки Глийсън“ под името Ерика Дийн.  След това решава да стане актриса и избира името „Елън Макрей“ като свое професионално име, по-късно променя фамилното си име след брака си през 1964 г. с Нийл Бърстин. 

### Кариера
На 24 години тя прави своя актьорски дебют на Бродуей през 1957 г. и скоро започва да се появява в телевизионни предавания. Звездата ѝ изгрява няколко години по-късно с всепризнатата ѝ роля в „Последната прожекция“ (1971), която ѝ донесе номинация за Оскар за най-добра поддържаща женска роля. Следващата ѝ поява в „Заклинателят“ (1973) ѝ носи номинация за Оскар за най-добра женска роля. Филмът остава популярен и няколко публикации го смятат за един от най-великите филми на ужасите на всички времена. Тя продължава с филма на Мартин Скорсезе „Алис не живее вече тук“ (1974), като печели Оскар за най-добра женска роля. През 1975 г. тя печели наградата Тони за най-добра актриса за ролята си в пиесата в „Догодина по същото време“. Изпълнението ѝ във филмовата адаптация от 1978 г. ѝ носи награда Златен глобус за най-добра актриса в мюзикъл или комедия.
Елън Бърстин се появява в множество телевизионни филми и получава по-нататъшно признание за изпълнението си във филмите „Възкресение“ (1980), „Американско сватбено одеало“ (1995) и „Реквием за една мечта“ (2000). За ролята на самотна наркозависима жена в последния, тя отново е номинирана за Оскар и Награда на Гилдията на актьорите. През 2010 г. тя се появява в телевизионни сериали, включително политическите драми „Политически животни“ и „Къща от карти“, като и двете ѝ спечелват номинации за награда Еми.
Написва книгата „Уроци как да не изневеряваш на самия себе си“ (Lessons in Becoming Myself).

### Личен живот
Елън Бърстин се омъжва за Бил Александър през 1950 г. и се развежда през 1957 г. 
На следващата година тя се омъжва за Пол Робъртс, от когото осиновява син на име Джеферсън през 1961 г. Двойката се разведе през същата година. 
През 1964 г. тя се омъжва за актьора Нийл Нефю, който по-късно променя името си на Нийл Бърстин. Тя описва Нийл Бърстин като „очарователен и забавен, ярък, талантлив и ексцентричен“, но шизофренията го прави жесток и той в крайна сметка я напуска.  Той опитва да се помирят, но в крайна сметка се развеждат през 1972 г. В автобиографията си Елън Бърстин разкрива, че той я е преследвал шест години след развода им и че е нахлул в къщата ѝ и я е изнасилил. Не са повдигнати обвинения, тъй като съпружеското изнасилване тогава не е считано за престъпление. Той се самоубива през 1978 г.
Елън Бърстин е възпитана като католичка, но след това се присъединява към всички религиозни вероизповедания.  Тя следва форма на суфизъм, обяснявайки: „Аз съм дух, който се отваря към истината, която живее във всички тези религии... Винаги се моля на Духа, но понякога е на Богинята, понякога е на Исус... понякога се моля на Ганеша, ако имам нужда от премахване на препятствие. Гуан Ин е едно от любимите ми проявления на божественото, въплъщение на състраданието... Така че имам Гуан Ин в себе си през цялото време.“  В края на 30-те си години тя започва да учи за духовността под ръководството на Пир Вилаят Инайат Хан, който ѝ дава духовното име Хадия, което означава „онази, която е напътствана“ на арабски. 
През 1970-те години Елън Бърстин е активист в движението за освобождаване на осъдения боксьор Рубин „Ураган“ Картър от затвора.  Тя е поддръжник на Демократическата партия  и се появява в документалния филм от 2009 г. „PoliWood“. Тя е президент на Асоциацията на актьорите от 1982 до 1985 г.  Бърстин също е в борда на селекционерите на наградите „Джеферсън“ за обществена служба.  През 1997 г. тя е въведена в Залата на славата на жените в Мичиган.  От 2000 г. тя е съпрезидент на „Actors Studio“, заедно с Ал Пачино и Алек Болдуин.  През 2013 г. тя е въведена в Американската театрална зала на славата за работата си на сцената. 

## Избрана филмография
| Година | Филм                         | Оригинално заглавие                    | Роля                           | Режисьор           |
| ------ | ---------------------------- | -------------------------------------- | ------------------------------ | ------------------ |
| 1971   | Последната прожекция         | The Last Picture Show                  | Луиз Фероу                     | Питър Богданович   |
| 1972   | Кралят на Марвин Гардънс     | The King of Marvin Gardens             | Сали                           | Боб Рафелсън       |
| 1973   | Заклинателят                 | The Exorcist                           | Крис Макнийл                   | Уилям Фридкин      |
| 1974   | Алис не живее вече тук       | Alice Doesn't Live Here Anymore        | Алис Хайът                     | Мартин Скорсезе    |
| 1991   | Да умреш млад                | Dying Young                            | Г-жа О'Нийл                    | Джоел Шумахер      |
| 1991   | Американско сватбено одеало  | How to Make an American Quilt          | Хай Дод                        | Джослин Мурхауз    |
| 1993   | The Cemetery Club            | The Cemetery Club                      | Естер Московиц                 | Бил Дюк            |
| 1996   | Съкровените тайни на жриците | Divine Secrets of the Ya-Ya Sisterhood | Вивиан Джоан „Виви“ Абът Уокър | Кали Коури         |
| 1998   | Любовни приключения          | Playing by Heart                       | Милдред                        | Уилярд Карол       |
| 2000   | Реквием за една мечта        | Requiem for a Dream                    | Сара Голдфарб                  | Дарън Аронофски    |
| 2006   | Капан                        | The Wicker Man                         | Сестра Съмърсайсъл             | Нийл ЛаБут         |
| 2015   | Вечната Аделайн              | The Age of Adaline                     | Флеминг                        | Лий Толънд Крийгър |